# 杜文秀墓
杜文秀墓位于云南省大理州大理市大理镇下兑村委会下兑村，是杜文秀起义领袖杜文秀的墓塚。有资料称该墓仅为衣冠冢，也有资料称其中葬有杜文秀尸身。
1983年1月13日公布为第二批云南省文物保护单位。

## 历史
清同治十一年（1872年）十一月，杜文秀起义失败，自行服毒后令人抬至清军军营，其首级被割下送省查验，尸身草葬于大理下兑村。
1917年，杜文秀女婿张志勋筑墓塚，立墓碑。后逐渐荒废。1956年，大理县人民政府修缮墓塚，重刻墓碑。此时墓体长1.4米、宽0.8米、高0.7米，上有青石歇山顶墓盖，墓碑正中书“杜文秀之墓”，右书“原命生于道光癸末年十一月初八日”，左书“大限卒于同治壬申年十一月二十六日”。因年久失修，1984年底大理市文管所向省文化厅申请到4万元用于改建杜文秀墓。1985年6月动工，当年10月主体工程完工并通过验收，之后大理市人民政府增拨1.1万元，用于立碑及修建围墙、大门，1986年3月全部完工。这次改建将原墓完全罩于新墓之中，原墓未做过多处理。

## 外观
杜文秀墓坐北向南，由墓座、须弥座、墓身、墓盖组成，均用麻石支砌。墓座南北长12米，东西宽10米，高1.5米；须弥座南北长5米，东西宽3米，高1.5米；墓身南北长4米，东西宽2米，高2.7米；墓盖为伊斯兰式歇山顶，全墓通高5.7米。南面大理石碑高1.7米，宽1.2米，正中书“大元帅杜文秀墓”，左右书生卒年月，北面大理石碑刻有阿拉伯文。
墓前左侧立1985年历史学家白寿彝撰写的《杜大元帅墓碑》，全文1,500余字，叙述了杜文秀的生平事迹，并对其历史功绩作出了高度评价。右侧立《改建杜文秀墓志》，1986年大理市文化局刻。
整个墓园占地4,600平方米，四周筑围墙，有大门，青石板通道。